# Chris Daukaus
Christopher Paul « Chris » Daukaus, né le 25 septembre 1989 à Philadelphie en Pennsylvanie, est un pratiquant américain d'arts martiaux mixtes (MMA). Après un passage entre 2020 et 2023 à l'Ultimate Fighting Championship, Il combat actuellement dans la division des poids mi-lourds du Cage Fury Fighting Championships. 

## Biographie

### Jeunesse
Chris Daukaus grandit dans le quartier de Tacony (en) à Philadelphie, situé dans la partie nord-est de la ville. Son père est un sergent de police membre de l'unité du SWAT de Philadelphie. En échec à l'université d'État de Pennsylvanie, il arrête ses études et intègre une académie de police ; de laquelle il sort diplômé en 2012 et, dès lors, intègre le département de police de Philadelphie. Dans le même temps, il s'entraîne dans les arts martiaux, notamment le jiu-jitsu brésilien, discipline dans laquelle il devient ceinture noire en 2021, et effectue son premier combat professionnel en MMA le 19 octobre 2013. 

### Carrière dans les arts martiaux mixtes

#### Débuts (2013-2019)
En mars 2019, fort d'un palmarès de 7 victoires, dont 6 par KO, en 9 combats, Chris Daukaus combat Azunna Anyanwu pour le titre des poids lourds du Cage Fury Fighting Championships (CFFC) (en) alors vacant. Il perd par KO technique au cours du 2e round. 5 mois plus tard, il bat Danny Holmes par KO technique. 

#### Parcours au sein de l'Ultimate Fighting Championship (2020-2023)
Au début du mois d'août 2020, alors que Daukaus est prévu pour faire face à Shawn Teed, le détenteur du titre des poids lourds du CFFC, le natif de Philadelphie reçoit une offre de l'Ultimate Fighting Championship (UFC) une semaine avant la date de l'affrontement pour figurer sur la carte des combats de l'UFC 252 le 15 août, à Las Vegas. Chris Daukaus fait ainsi ses débuts au sein de la fédération et s'impose par KO au 1er round contre Parker Porter (en). Moins de 2 mois plus tard, le 10 octobre 2020, il bat le Brésilien Rodrigo Nascimento par KO en 45 secondes. 
Le 20 février 2021, il remporte son combat face au Russe Aleksei Oleinik (en) par KO technique au 1er round et, dès lors, intègre le top 10 de la catégorie des poids lourds. 
Le 25 septembre 2021, il décroche une nouvelle victoire par TKO face au Daghestanais Shamil Abdurakhimov (en), classé 7e de la catégorie. 
Annoncé pour la première fois en tête d'affiche d'un gala de l'UFC à l'occasion de l'UFC Fight Night 199, Chris Daukaus quitte son poste au département de police de Philadelphie. 
Le 18 décembre 2021, Daukaus essuie sa première défaite à l'UFC, perdant face à Derrick Lewis par KO au premier round. 
Le 26 mars 2022, il s'incline face à l'Illinoisais Curtis Blaydes par KO technique au 2e round. 
Le 10 décembre 2022, Daukaus perd face au Surinamien Jairzinho Rozenstruik par KO technique au 1er round. 
Le 12 août 2023, lors de son premier combat chez les poids mi-lourds, Daukaus subit sa 4e défaite consécutive des mains du Californien Khalil Rountree, Jr.. À la suite de cette série de défaites, il est remercié par l'UFC.

### Retour au Cage Fury Fighting Championships (2024-)
De retour au sein du CFFC où il combattait avant d'intégrer l'UFC, il est défait par Tafon Nchukwi (en) via décision unanime lors de son premier combat, le 16 août 2024.

## Palmarès en arts martiaux mixtes
| 20 combats     | 12 victoires | 8 défaites |
| Par KO         | 11           | 6          |
| Par soumission | 0            | 1          |
| Sur décision   | 1            | 1          |

| Résultat | Record | Adversaire                 | Méthode                                | Événement                             | Date              | Round | Temps | Lieu                                   | Notes                                          |
| -------- | ------ | -------------------------- | -------------------------------------- | ------------------------------------- | ----------------- | ----- | ----- | -------------------------------------- | ---------------------------------------------- |
| Défaite  | 12-8   | Tafon Nchukwi              | Décision unanime                       | CFFC 134: Daukaus vs. Nchukwi         | 16 août 2024      | 3     | 5:00  | Atlantic City, New Jersey, États-Unis  |                                                |
| Défaite  | 12-7   | Khalil Rountree, Jr.       | TKO (coups de poing)                   | UFC on ESPN: Luque vs. dos Anjos      | 12 août 2023      | 1     | 2:40  | Las Vegas, Nevada, États-Unis          | Début dans la catégorie des poids mi-lourds.   |
| Défaite  | 12-6   | Jairzinho Rozenstruik      | KO (coup de poing)                     | UFC 282: Blachowicz vs. Ankalaev      | 10 décembre 2022  | 1     | 0:23  | Las Vegas, Nevada, États-Unis          |                                                |
| Défaite  | 12-5   | Curtis Blaydes             | TKO (coups de poing)                   | UFC on ESPN: Blaydes vs. Daukaus      | 26 mars 2022      | 2     | 0:17  | Columbus, Ohio, États-Unis             |                                                |
| Défaite  | 12-4   | Derrick Lewis              | KO (coups de poing)                    | UFC Fight Night: Lewis vs. Daukaus    | 18 décembre 2021  | 1     | 3:36  | Las Vegas, Nevada, États-Unis          |                                                |
| Victoire | 12-3   | Shamil Abdurakhimov        | TKO (coups de poing et coups de coude) | UFC 266: Volkanovski vs. Ortega       | 25 septembre 2021 | 2     | 1:23  | Las Vegas, Nevada, États-Unis          | Performance de la soirée.                      |
| Victoire | 11-3   | Alexey Oleynik             | TKO (coups de poing et coups de genou) | UFC Fight Night: Blaydes vs. Lewis    | 20 février 2021   | 1     | 1:55  | Las Vegas, Nevada, États-Unis          | Performance de la soirée.                      |
| Victoire | 10-3   | Rodrigo Nascimento         | KO (coups de poing)                    | UFC Fight Night: Moraes vs. Sandhagen | 10 octobre 2020   | 1     | 0:45  | Abu Dhabi, Émirats arabes unis         | Performance de la soirée.                      |
| Victoire | 9-3    | Parker Porter              | KO (coup de genou et coups de poing)   | UFC 252: Miocic vs. Cormier III       | 15 août 2020      | 1     | 4:28  | Las Vegas, Nevada, États-Unis          |                                                |
| Victoire | 8-3    | Danny Holmes               | KO (head kick)                         | CFFC 77: Motta vs. Balmaceda          | 16 août 2019      | 1     | 1:30  | Atlantic City, New Jersey, États-Unis  |                                                |
| Défaite  | 7-3    | Azunna Anyanwu             | TKO (coups de poing)                   | CFFC 73: Anyanwu vs. Daukaus          | 2 mars 2019       | 2     | 4:05  | Philadelphie, Pennsylvanie, États-Unis | Combat pour le titre des poids lourds du CFFC. |
| Victoire | 7-2    | Edwin Smart                | TKO (coups de poing)                   | Ring of Combat 65: Algeo vs. Heckman  | 21 septembre 2018 | 1     | 3:49  | Atlantic City, New Jersey, États-Unis  |                                                |
| Victoire | 6-2    | Jahsua Marsh               | TKO (coups de poing)                   | CES MMA 52: Norwood vs. Wells         | 17 août 2018      | 2     | 2:16  | Philadelphie, Pennsylvanie, États-Unis |                                                |
| Victoire | 5-2    | Plinio Cruz                | KO (coups de poing)                    | CFFC 69: Sabatini vs. Isata           | 16 décembre 2017  | 1     | 2:38  | Atlantic City, New Jersey, États-Unis  |                                                |
| Victoire | 4-2    | Anthony Coleman            | TKO (coups de poing)                   | KOTC: Regulator                       | 1er juillet 2017  | 1     | 3:04  | Philadelphie, Pennsylvanie, États-Unis |                                                |
| Victoire | 3-2    | Jeffrey Blachly            | Décision unanime                       | CFFC 62: Santella vs. Lozano          | 17 décembre 2016  | 3     | 5:00  | Atlantic City, New Jersey, États-Unis  |                                                |
| Défaite  | 2-2    | Shawn Teed                 | Soumission (keylock)                   | CFFC 53: Spohn vs. Anyanwu            | 4 décembre 2015   | 2     | 1:20  | Philadelphie, Pennsylvanie, États-Unis |                                                |
| Victoire | 2-1    | Jeffrey Blachly            | TKO (blessure à l'épaule)              | CFFC 50: Smith vs. Williams           | 18 juillet 2015   | 2     | 0:50  | Atlantic City, New Jersey, États-Unis  |                                                |
| Défaite  | 1-1    | Yordany Hernandez Figueroa | KO (coups de poing)                    | Xtreme Fight Events 42                | 10 mai 2014       | 1     | 2:24  | Chester, Pennsylvanie, États-Unis      |                                                |
| Victoire | 1-0    | Bobby Duvall               | TKO (coups de coude et coups de poing) | Xtreme Fight Events: Cage Wars 27     | 19 octobre 2013   | 1     | 2:03  | Chester, Pennsylvanie, États-Unis      |                                                |

## Vie privée
Chris Daukaus et sa femme Kelly ont un fils nommé Cooper. 
Son frère cadet Kyle (en) est également pratiquant de MMA et a combattu à l'UFC entre 2020 et 2022. 